# 島田市総合スポーツセンター
島田市総合スポーツセンターは静岡県島田市にあるスポーツ施設。愛称は「ローズアリーナ」となっている。

## 概要
2010年5月に開場。島田市野田にある。

## 施設
鉄筋コンクリート造3階建
延べ床面積：9,654.51平方メートル
1階：メインアリーナ
　　（バレーボール3面、またはバスケットボール2面、またはバドミントン8面）
　　  サブアリーナ
　　（バレーボール2面、またはバスケットボール1面、またはバドミントン4面）
　　  トレーニング室、多目的室、研修室、軽体操室、卓球室、キッズコーナー、情報コーナー等
2階：プール、武道場、ランニングコース、スポーツラウンジ、観覧席等
3階：弓道場

## アクセス
島田市コミュニティバス大津線「中央公園・ばらの丘」停留所から約3分。（JR東海道線島田駅から中央公園・ばらの丘経由島田駅行バスで約14分。年末年始は運休。）